# Konrad Mägi
 Konrad Vilhelm Mägi , född 1 november 1878 i Hellenurme mõis i Tartumaa, död 15 augusti 1925 i Tartu, var en estnisk landskapsmålare. Han var en av de färgkänsligaste estniska målarna under början av nittonhundratalet, och Mägis arbeten från ön Ösel är de första moderna estniska landskapsmålningarna.

## Biografi

### Studier och tidig karriär
Mägi fick sin första konstutbildning genom teckningskurser i Tartu 1899-1902. Samtidigt engagerade han sig i teater, spelade fiol och utövade olika sporter. Mägi fortsatte sin konstutbildning i Sankt Petersburg 1903-1905. Sommaren 1906 vistades han i Önningeby på Åland där en del andra estniska konstnärer och författare i den modernistiska Noor-Eesti-gruppen som Aleksander Tassa, Anton Starkopf  och Friedebert Tuglas (1886-1971) också vistades sommartid under perioden 1906-1913.. I samma by var svenska och finländska konstnärer verksamma i Önningebykolonin. På Åland målade han bland annat blomsterstilleben i jugendstil. Hösten 1907 studerade han vid Académie Colarossi i Paris och påverkades av impressionismen och fauvismen, och riktningarna fick stor betydelse för hans arbete med färg vilket man kan se i de målningar han senare utförde i Norge där han bodde från 1908 till 1910, som Lilleline väli majakesega (Fält med blommor och litet hus; 1908–1909) och Norra maastik männiga (Norskt landskap med tall; 1910). 1912 flyttade Mägi tillbaka till Tartu och började arbeta som konstlärare vid konstskolan Pallas där många av den tidens mest kända estniska konstnärer undervisade.

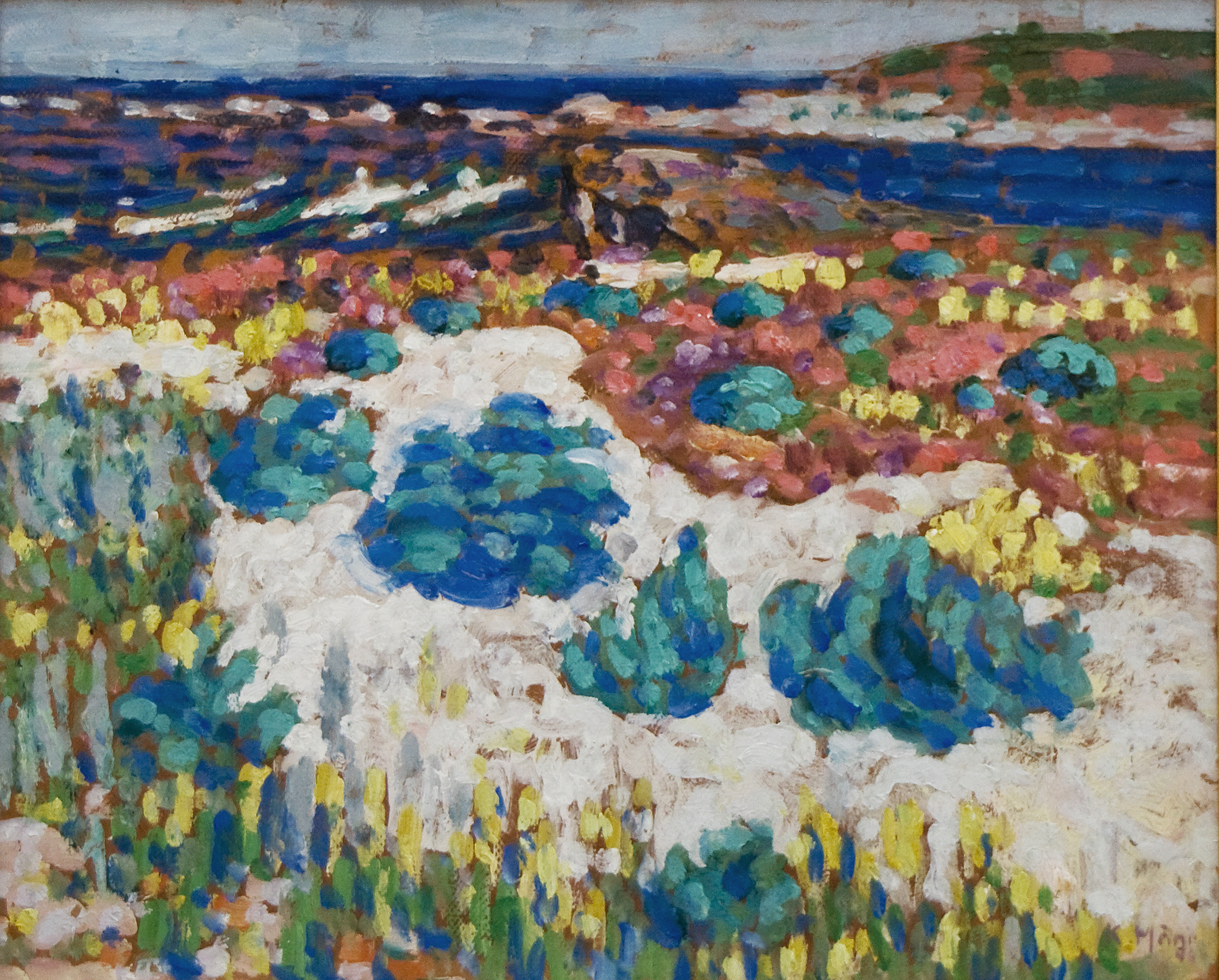
Rannamaastik, "strandlandskap". Oljemålning av Konrad Mägi.

### Senare karriär
Från 1918 är påverkan från expressionismen uppenbar i Mägis konst, något man har sett som en reaktion på de oroliga tiderna och som återspeglas i verk som Pühajärv (Sjön Pühajärv; 1918–1920), Otepää maastik (Landskap från Otepää; 1918–1920 och i de stora kompositionerna Pietà (1919) och Kolgata (Golgata; 1921).
Mägi reste till Italien i början av tjugotalet och det blev början till en ny och lugnare fas i hans konstnärskap, vilket kan ses i hans målningar från Capri.
Förutom landskap målade Mägi blomsterstilleben och porträtt, ofta kvinnoporträtt i jugendstil, som Holsti (1916). I hans sista verk från 1920-talet blir uttrycket i kvinnomotiven allvarligare, som i hans Madonna (1923-1924).

## Exempel på verk

Målningar av Konrad Mägi
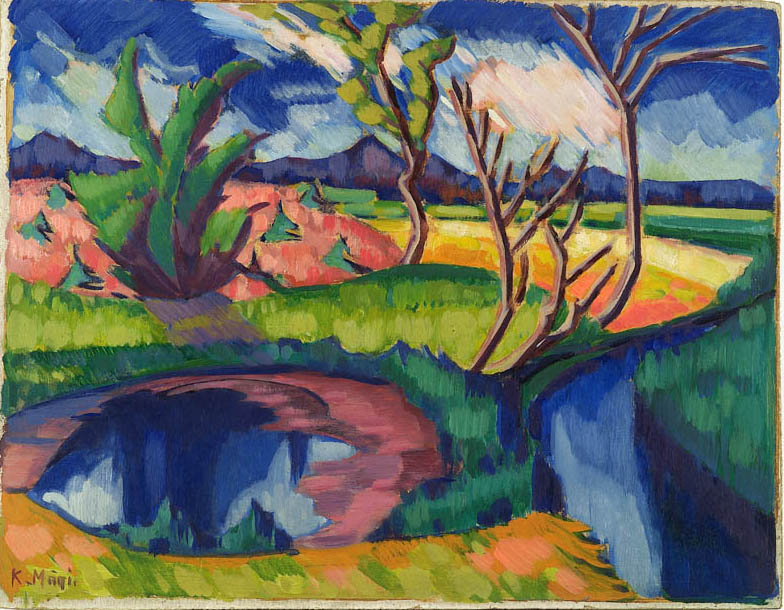
Maastik (landskap). 1920-1921. Olja på pannå. 46,8 x 60 cm.
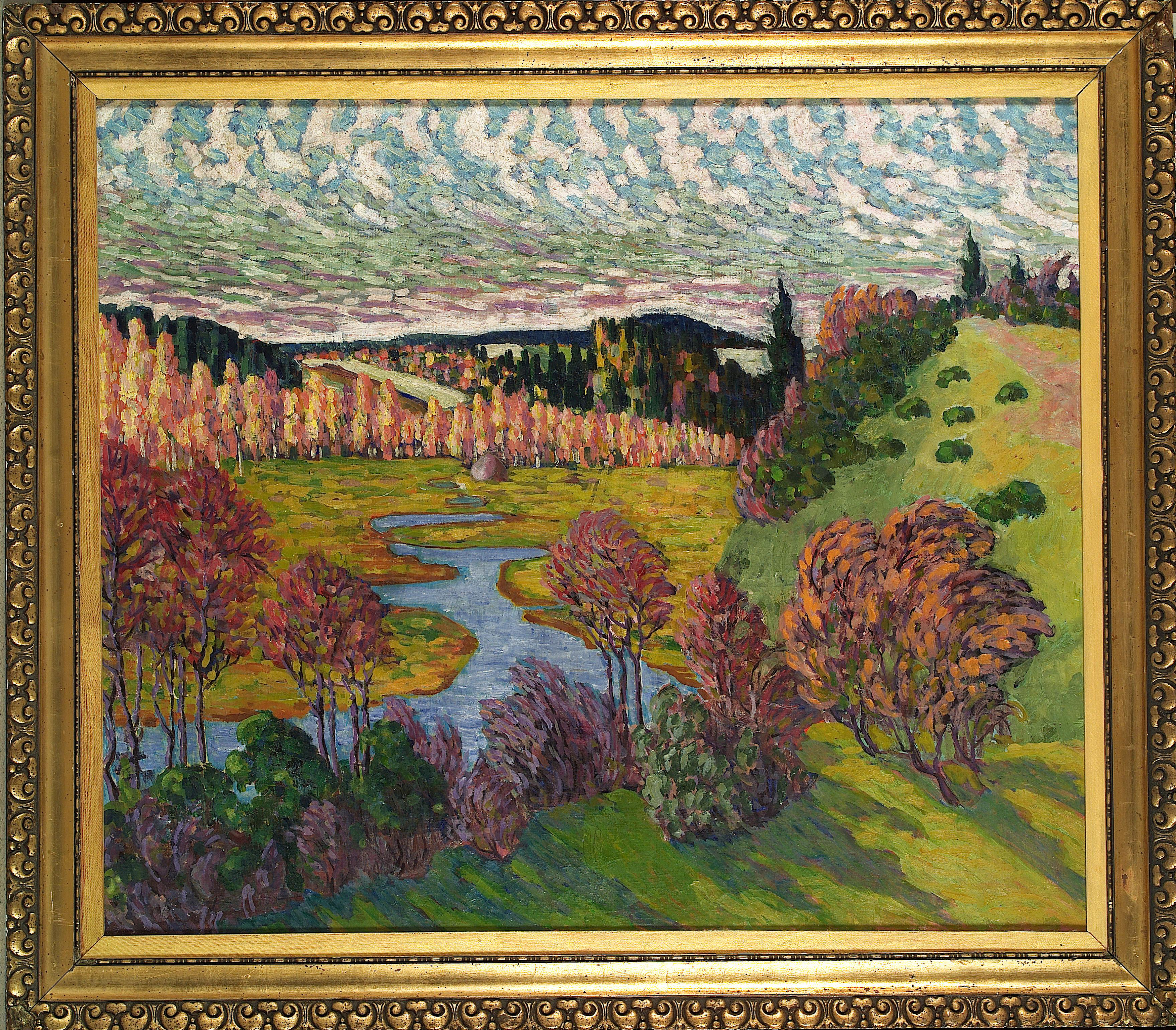
Sügismaastik (Höstlandskap). 1915-1917. Olja på duk. 93,8 x 111,8 cm.
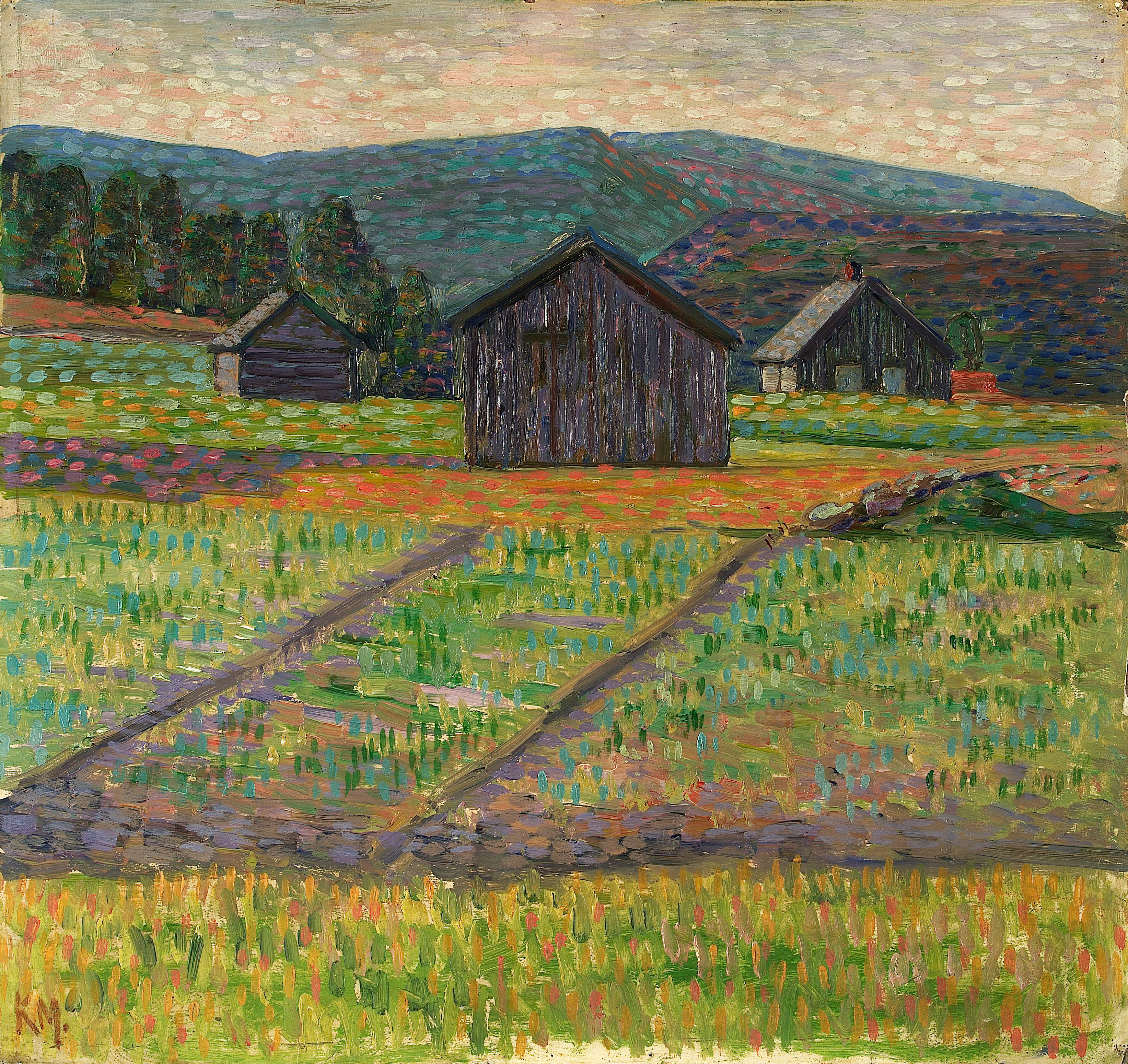
Norra maastik (Landskap från Norge). 1908-1910. Olja på papper. 48 x 51 cm.
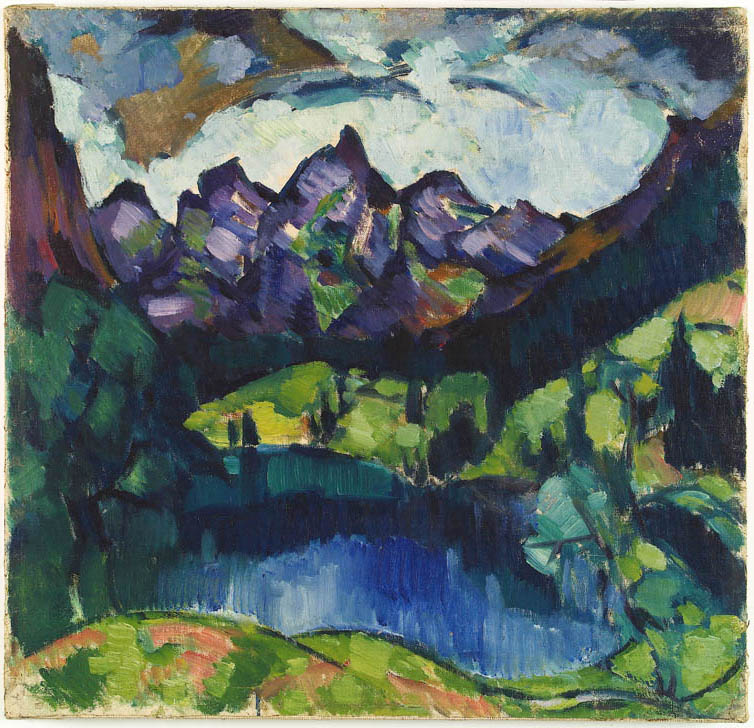
Obersdorfi maasti (Landskap från Obersdof). 1922-1923. Olja på duk. 45,5 x 48
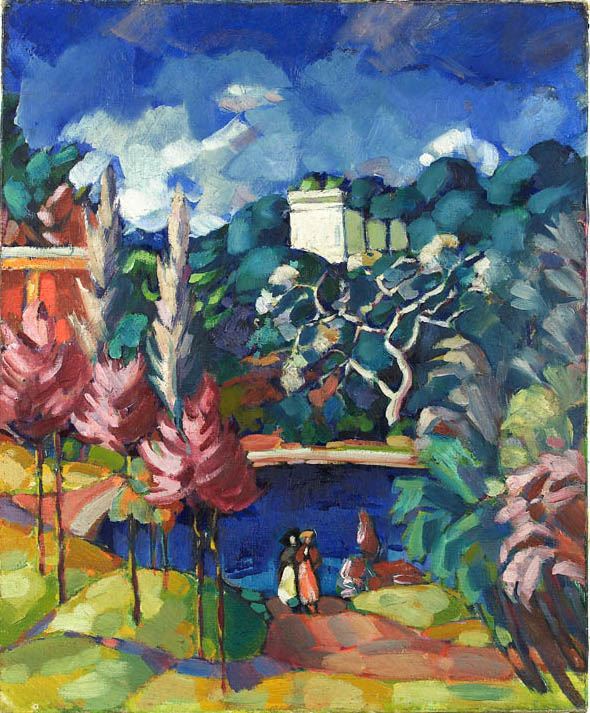
Itaalia maastik (Landskap från Italien). Olja på duk. 1922-1923. 67,8 x 56 cm.
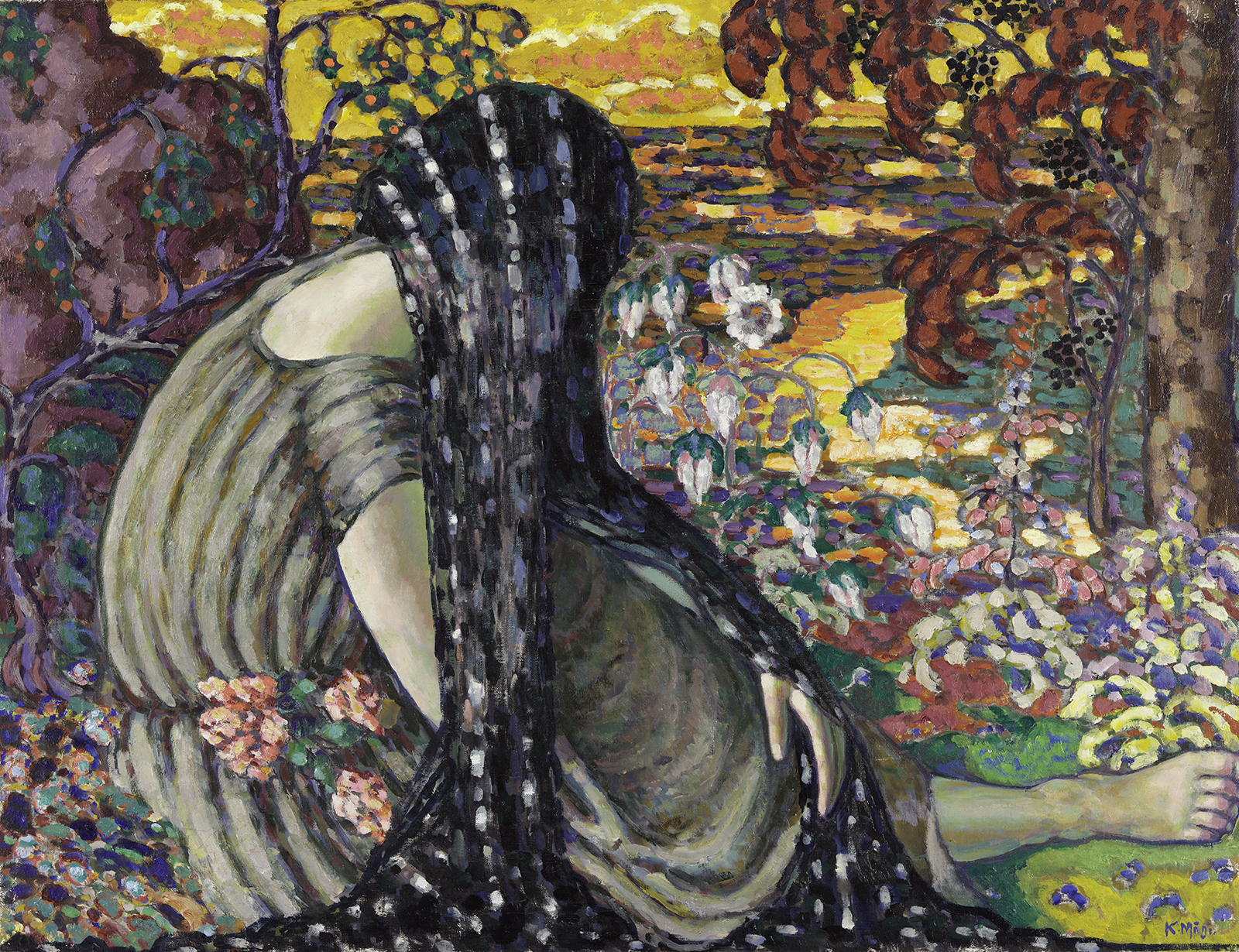
Meditatsioon (Maastik daamiga) (Meditation (landskap med dam)). 1915-1916. Olja på duk.
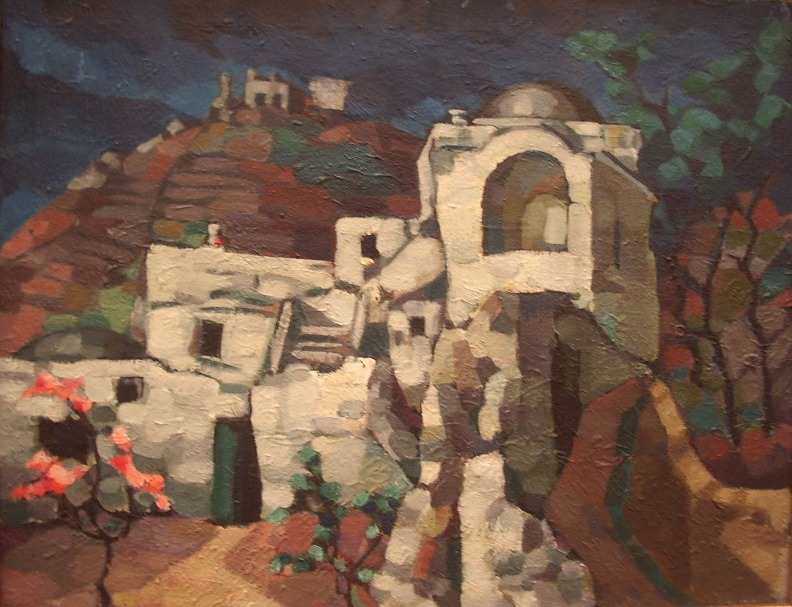
Varemed Capril. 1922-1923. Olja.
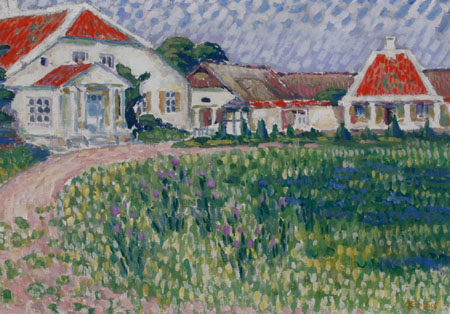
Tulpide valjak (Tulpanfält) ca 1910. Olja på duk. 43,5 x 61,5 cm.
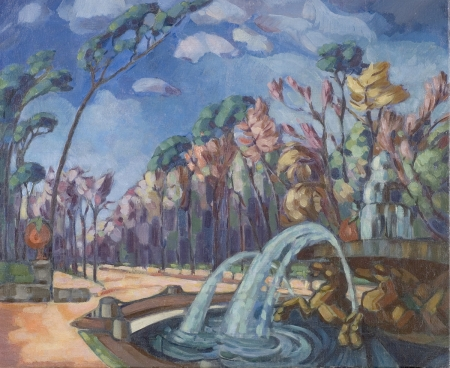
Pargimotiiv fontääniga (Parkmotiv med fontän, Rom). 1922-1923
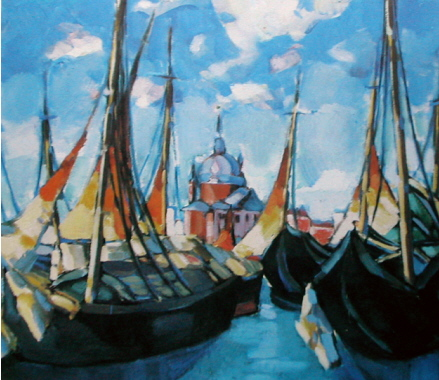
Laevad Veneetsias (Båtar i Venedig)1922-1923. Olja.
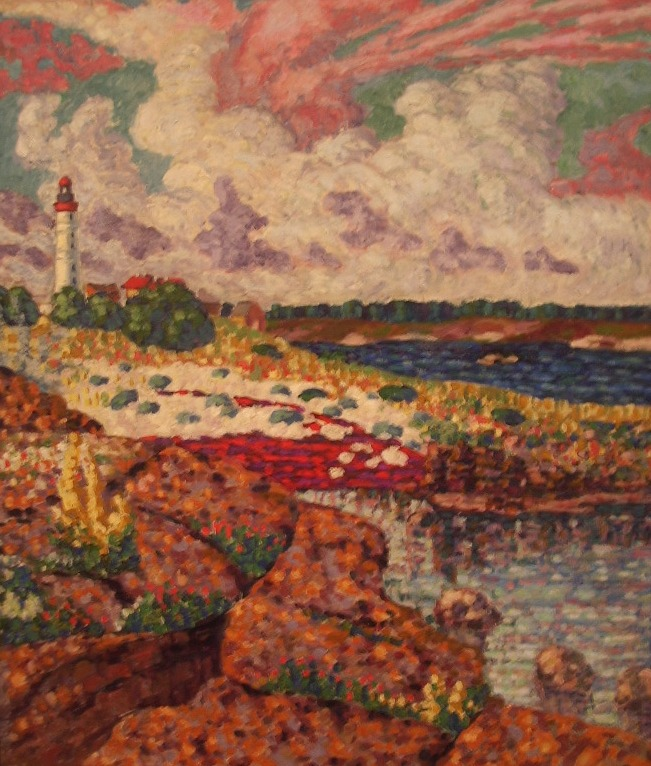
Vilsandi motiiv (Motiv från Vilsandi). 1913-1914. Olja.
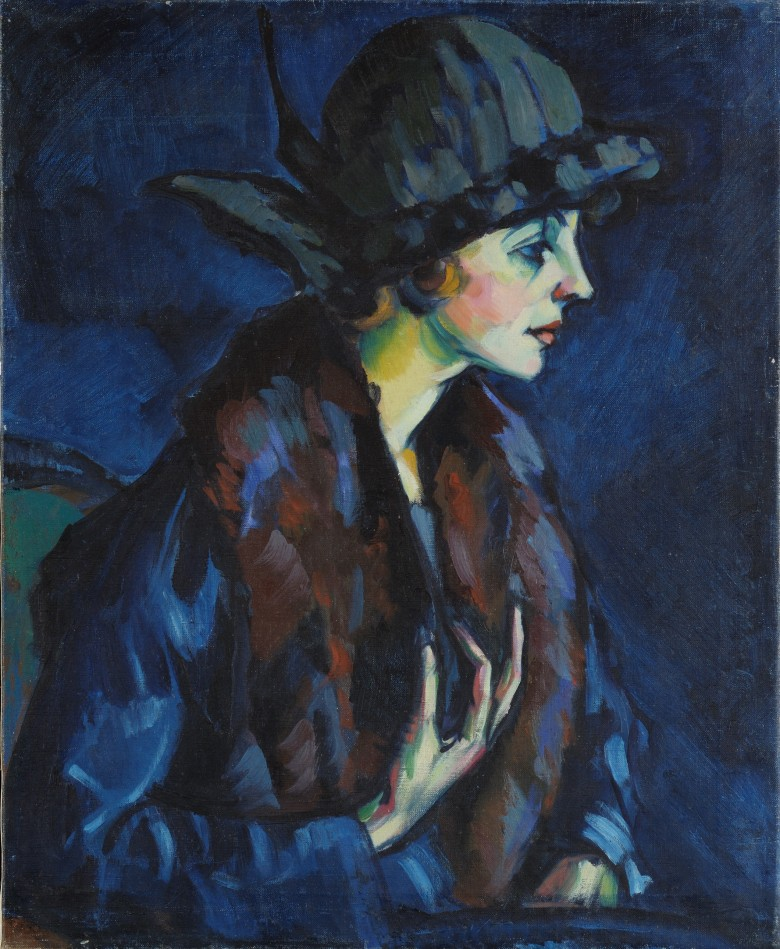
Naise portree (Kvinnoporträtt) 1918-1922. Olja på duk. 68 x 55 cm.
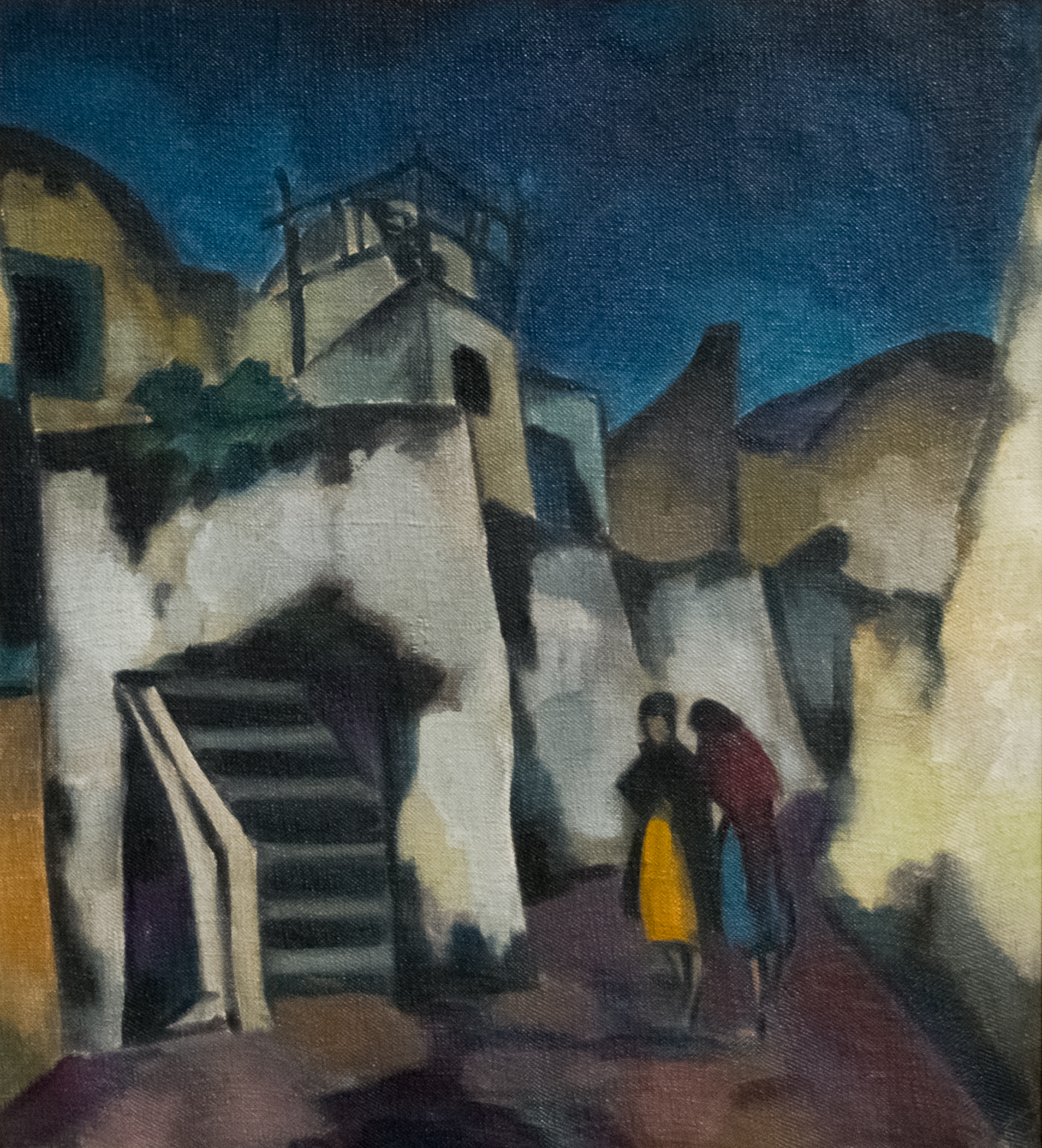
Capri tänav (Gata på Capri). 1922-1923. Olja på duk. 50,2 x 45,8 cm.
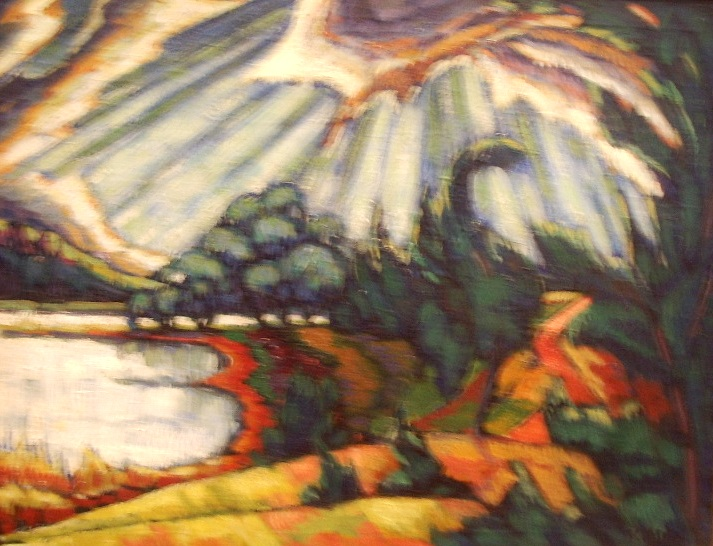
Pühajärv. (Sjön Pühajärv). 1918-1920. Olja på duk.
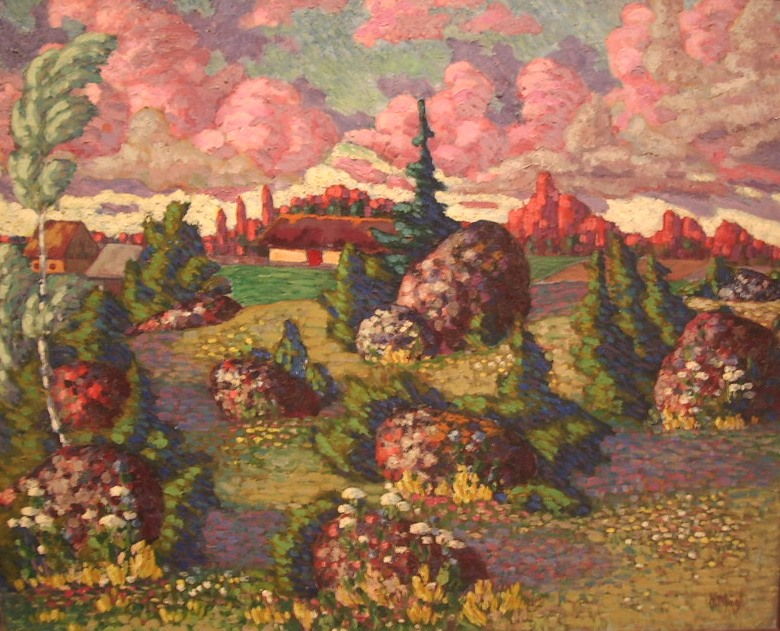
Maastik kividega (Landskap med klippor). 1913-1914. Olja.
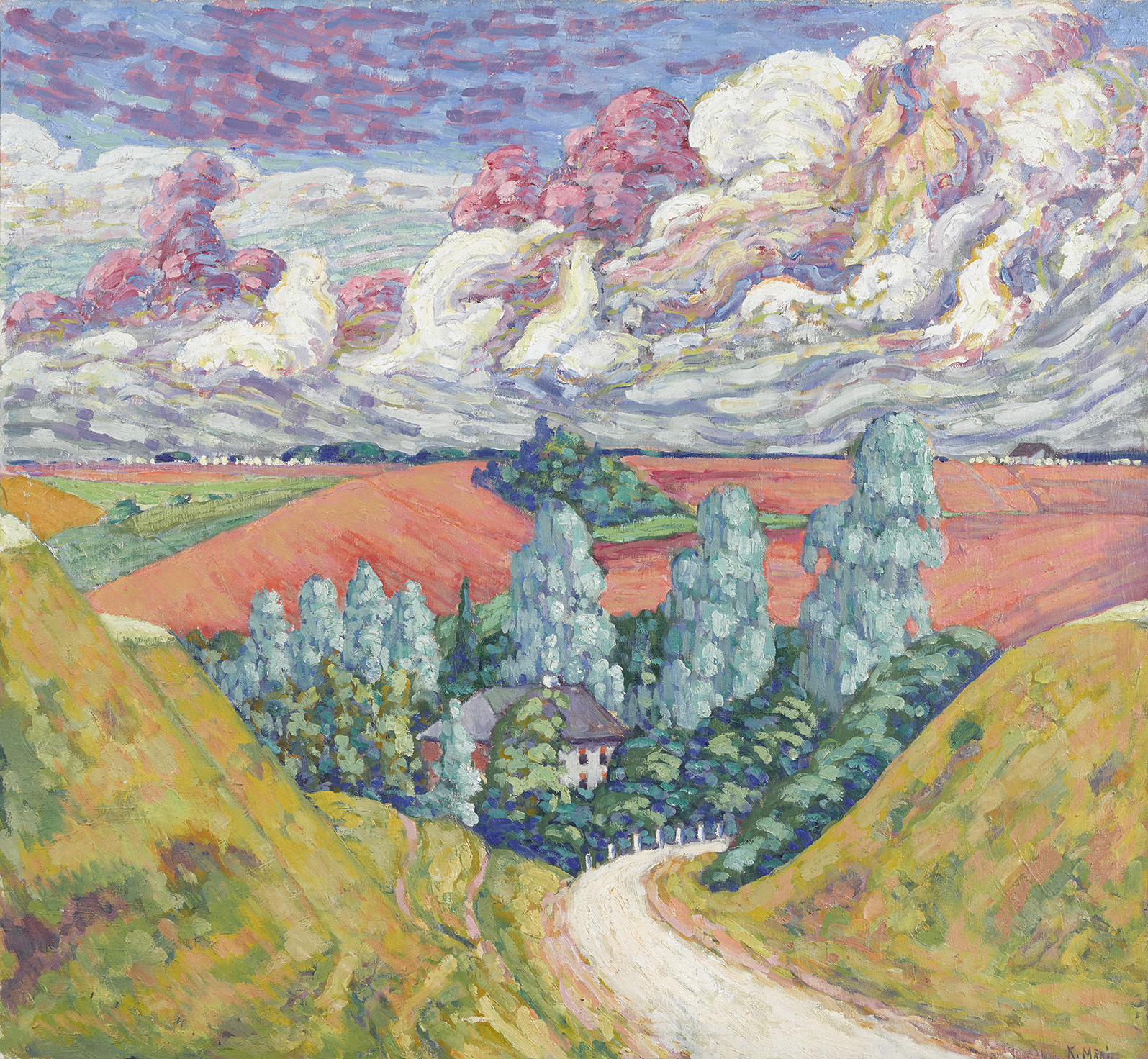
Teel Viljandist Tartusse (Vägen från Viljandi till Tartu). Olja.